# Pfarrkirche St. Gallen (Steiermark)

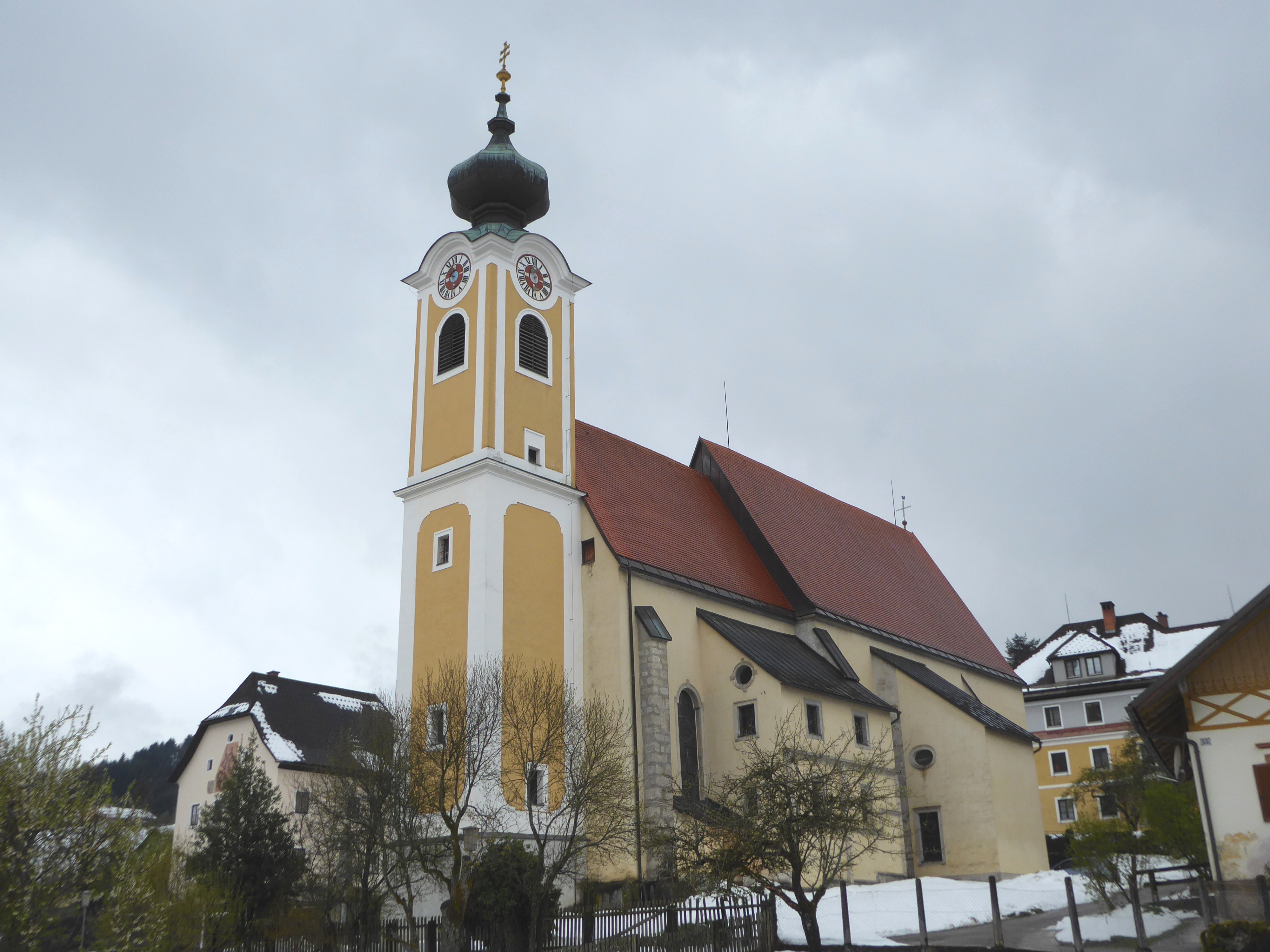
Katholische Pfarrkirche St. Gallen in Sankt Gallen

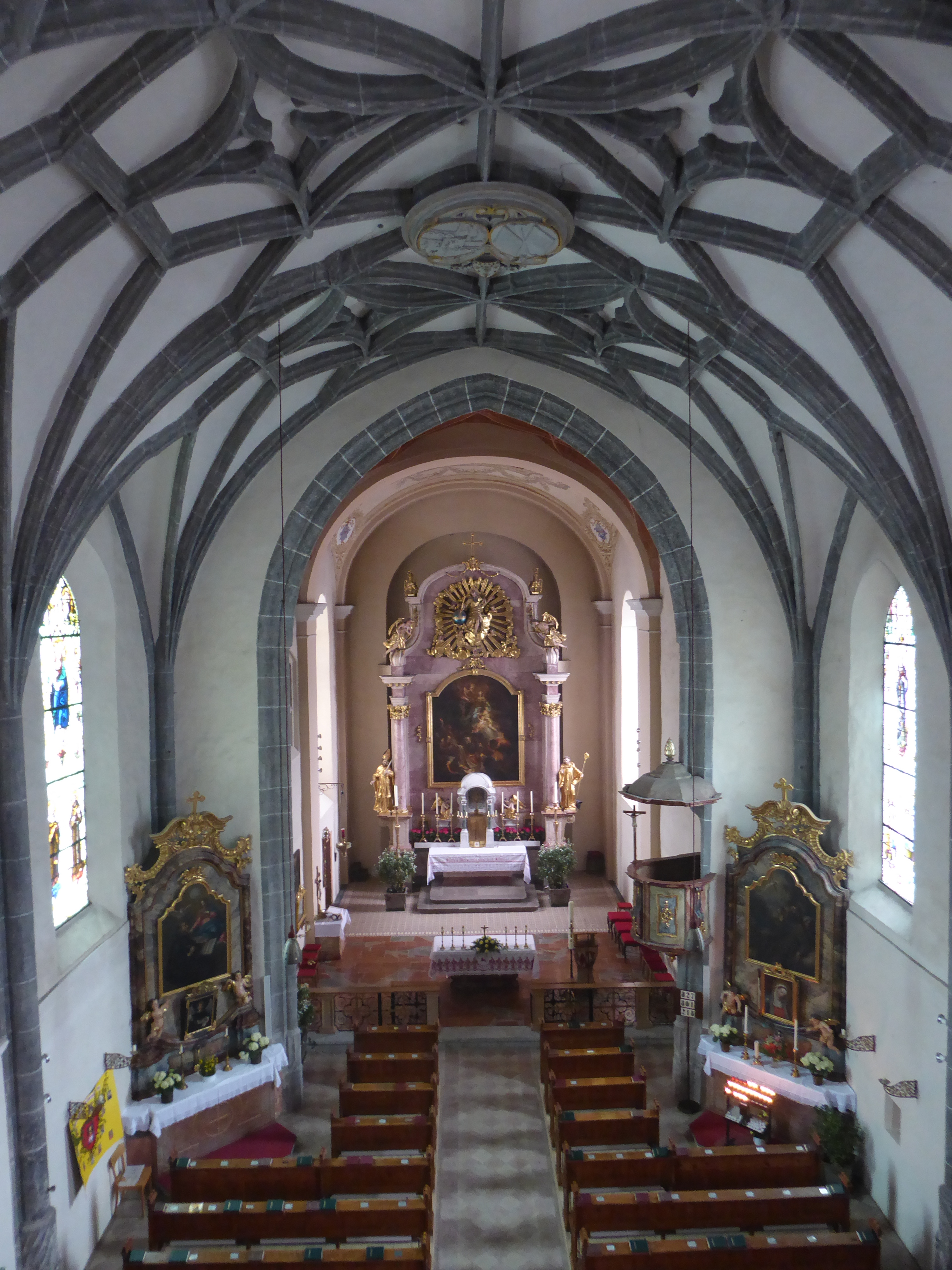
Langhaus, Blick zum Chor

Die Pfarrkirche St. Gallen steht in der Gemeinde Sankt Gallen im Bezirk Liezen in der Steiermark. Die dem Patrozinium hl. Gallus unterstellte römisch-katholische Pfarrkirche – dem Stift Admont inkorporiert – gehört zum Dekanat Admont in der Diözese Graz-Seckau. Die Kirche und der ehemalige Friedhof stehen unter Denkmalschutz (Listeneintrag).

## Geschichte
Die Kirche wurde von 1138 bis 1152 durch Gottfried von Wettenfeld erbaut und dem Stift Admont inkorporiert. Der spätgotische Neubau der Kirche erfolgte von 1515 bis 1523. Eine barocke Erweiterung des Langhauses durch Hans Retschitzegger von 1736 bis 1740. Den Turm errichtete 1753 Cassian Singer aus Kitzbühel. 1909 wurde die Kirche restauriert. 1977 war eine Innenrestaurierung.

## Architektur
Die Kirche zeigt einen ansehnlichen spätgotischen Quadersteinbau mit einem Langhaus und Chor mit abgetreppten Strebepfeilern. Das gotische profilierte Südportal ist spitzbogig. Die Langhaussüdseite zeigt das Fresko hl. Christophorus aus dem ersten Drittel des 16. Jahrhunderts, darunter Ölberg aus 1530, 1980 freigelegt.
Im südlichen Chorwinkel steht ein Treppentürmchen. Östlich vom Chor steht der 1753 errichtete barocke Turm mit einem Zwiebelhelm. Nördlich steht ein barocker Kapellenanbau mit der Gruft des Stifters Lebersorg. Die nördlich des Chores zweigeschoßige Anbau ist im Erdgeschoß die gotische Sakristei und im Obergeschoß barock. 
Das Kircheninnere zeigt ein vierjochiges Langhaus, die drei östlichen gotischen Joche zeigen ein reiches spätgotisches Rippengewölbe mit verschachtelten Stern- und Netzrippen und gekrümmten Rippen mit Vierpass-Figuration auf kräftigen Runddiensten, die Runddienste sind in der Sockelzone gedreht, das westliche Langhausjoch ist barock platzlgewölbt. Das Langhausgewölbe zeigt ein großes Wappen von Abt Antonius II. von Mainersberg (1718–1751), 1739 datiert. Die zweigeschoßige dreiachsige Westempore hat unten eine vorschwingende Brüstung. Der spitzbogige Fronbogen zeigt in der Laibung eine Rippe auf einem Runddienst. Der leicht eingezogene zweieinhalbjochige Chor hat einen geraden Schluss, die westlichen eineinhalb Joche sind gotisch mit einem Schlingrippengewölbe mit einem achtstrahligen Mittelstern, welcher in ein Kreisrippe eingeschrieben ist, die Rippen lagern auf Konsolen. Das östliche Chorjoch ist barock platzlgewölbt.
Die Fenster zeigen figurale Scheiben der Tiroler Glasmalereianstalt 1898 bis 1910.

## Ausstattung
Der große Hochaltar aus Rotmarmor mit klassizistischen Anklängen zeigt das Altarblatt Mariä Himmelfahrt von Martin Johann Schmidt 1782. Die Seitenaltäre entstanden um die Mitte des 18. Jahrhunderts und zeigen die bemerkenswerten Bilder der Heiligen Ignatius und Franziskus dem Maler Bartolomeo Altomonte zugeschrieben.
Es gibt ein spätgotisches Hochrelief Beweinung Christi um 1520. Es gibt ein kleines wächsernes bekleidetes Jesukind als Gnadenbild in einem Glasschrein des zweiten Viertels des 19. Jahrhunderts. Ein Votivbild mit der Ansicht des Marktes ist mit 1845 datiert.

### Orgel
Eine Orgel ist erstmals 1628 erwähnt. 1676 lieferte Jakob Praitensteiner aus Waidhofen an der Ybbs ein neues Werk mit fünf Registern. 1779 erbaute Valentin Hochleitner ein einmanualiges Werk mit 12 Registern, dessen Gehäuse 1902 nach Palfau verkauft wurde. 1898 lieferte Josef Mauracher eine neue Orgel mit neun Registern, die 1922 durch Matthäus Mauracher um vier Register und ein zweites Manual erweitert wurde.

## Pfarrhof
Der stattliche Pfarrhof wurde 1715 neu erbaut. Das Sgraffito hl. Gallus schuf Toni Hafner.